# Sozusa desperata
Sozusa desperata là một loài bướm đêm thuộc phân họ Arctiinae, họ Erebidae.